# 9342 Carygrant
9342 Carygrant eller 1991 PJ7 är en asteroid i huvudbältet som upptäcktes den 6 augusti 1991 av den belgiske astronomen Eric W. Elst vid La Silla-observatoriet. Den är uppkallad efter den brittisk-amerikanske skådespelaren Cary Grant.
Asteroiden har en diameter på ungefär 3 kilometer.